# Chbika
 (mars 2025).
Si vous disposez d'ouvrages ou d'articles de référence ou si vous connaissez des sites web de qualité traitant du thème abordé ici, merci de compléter l'article en donnant les références utiles à sa vérifiabilité et en les liant à la section « Notes et références ».
Chbika (en arabe : اشبيكة) est une commune marocaine située dans la province de Tan-Tan en région Guelmim-Oued Noun. Avec ses 277 habitants en 2024, elle est la commune la moins peuplée du Maroc.

## Géographie

### Localisation
Chbika se situe au sud du Maroc, à la limitrophe de la région Laâyoune-Sakia El Hamra. L'aéroport de Tan-Tan se trouve dans les territoires de sa commune.
Elle se situe au niveau des Canaries, avec accès à l'Océan Atlantique.
Ses communes limitrophes sont El Ouatia, Tan-Tan, Tilemzoun, Msied, Abteh, Ben Khlil et Akhfennir.

### Climat
Chbika possède un climat désertique selon la classification de Köppen-Geiger.

## Voies de transport
La commune possède la particularité d'être rélié à la route nationale 1.

## Démographie et chiffres

### Population
Chbika est la commune la moins peuplée de l'ensemble du Royaume du Maroc, sa population ne cesse de baisser au cours des décennies. Le recensement de la population marocaine est effectuée tous les 10 ans et les résultats sont publiés par le Haut-comissariat au plan du Royaume du Maroc.
| Année              | 1994 | 2004 | 2014 | 2024 |
| ------------------ | ---- | ---- | ---- | ---- |
| Nombre d'habitants | 793  | 541  | 324  | 277  |

### Conditions d'habitation
En 2024, on recense un effectif de 93 ménages, soit une moyenne d'environ 3 personnes par ménage. Parmi les ménages recensés, on y retrouve principalement 42% de maisons sommaires et 29.5% de maisons marocaines. 75% des ménages ont un accès à l'électricité tandis que 1.1% d'entre eux ont un accès à l'eau courante.

### Travail
2.2% des habitants de la commune sont au chômage, ce qui est bien inférieur à la moyenne nationale. (13.3%)